# Sophronica kivuensis
Sophronica kivuensis är en skalbaggsart som beskrevs av Stefan von Breuning 1940. Sophronica kivuensis ingår i släktet Sophronica och familjen långhorningar.
Artens utbredningsområde är:
- Malawi.
- Rwanda.

Inga underarter finns listade i Catalogue of Life.